# Bolívar (Valle del Cauca)
Pour les articles homonymes, voir Bolívar.
Bolívar est une municipalité située dans le département de Valle del Cauca, en Colombie.